# Зграда у Ул. Лоле Рибара 66
Зграда у Ул. Лоле Рибара 66 је грађевина која је саграђена 1936. године. С обзиром да представља значајну историјску грађевину, проглашена је непокретним културним добром Републике Србије. Налази се у Лесковцу, под заштитом је Завода за заштиту споменика културе Ниш.

## Историја
Зграда у Ул. Лоле Рибара 66 се налази у непосредној близини данашњег сајмишта, саграђена је 1936. године као породична стамбена зграда раскошних димензија и репрезентативног карактера у власништву угледне трговачке породице Поповић. Одликује се пространим габаритом у односу на подрум, високо приземље и тавански, мансардни простор. Грађена је од армираног бетона, спољња архитектура се одликује углавном једноставном и уједначеном фасадном пластиком. Садржи монументално степениште и прилазне терасе. Карактеристично за ову зграду у односу на екстеријер је улазна партија са стилизованом прилазном оградом у вештачком камену и гвоздени стубови са конструкцијом са изузетно занатски вредном израдом виталних носећих елемената од метала, са украсима у виду преплета и биљне декорације у маниру касног барока са призвуком сецесије. У централни регистар је уписана 23. априла 1991. под бројем СК 936, а у регистар Завода за заштиту споменика културе Ниш 19. фебруара 1991. под бројем СК 284.